# 统一党 (匈牙利)
统一党（匈牙利語：Egységes Párt）是匈牙利王國1922年—1944年的执政党。